# Carlão (voleibolista)
Antônio Carlos Aguiar Gouveia (Rio Branco, 20 de abril de 1965), conhecido simplesmente como Carlão é um ex-jogador de vôlei brasileiro. Ele foi o capitão da seleção brasileira que conquistou o primeiro ouro do vôlei brasileiro nos Jogos Olímpicos de 1992 em Barcelona.Apenas Carlão e Giani seu companheiro da Maxicono-IT conseguiram conquistar todos os títulos posiveis jogando de central, ponteiro passador e Oposto tudo graças a seus dotes fisicos e a Bebeto de Freitas.

## Biografia
Torcedor assíduo do Rio Branco Football Club, começou no esporte dentro do clube, onde foi goleiro da equipe infantil, chegando a conquistar um título estadual. 
Aos 17, mudou-se para Fortaleza pois, além de uma de suas irmãs já morar na cidade, um de seus irmãos estava fazendo tratamento de saúde no Ceará. Na capital cearense, começou a praticar basquete na escola onde estudou, o Colégio Farias Brito, mas depois foi convidado pelo professor de vôlei ( Vicente) do colégio a também praticar o esporte. Com horários alternativos, Carlão passou a praticar as duas modalidades, mas com o tempo foi deixando o basquete de lado e se interessando cada vez mais pelo vôlei.
Sua paixão pelo vôlei começou quando viu o Brasil ganhar a medalha de prata nos Jogos Olímpicos de 1984 em Los Angeles. Na época, o esporte se tornou febre no país e Carlão passou a praticá-lo. 
O professor Vicente do colégio o levou ao Clube Círculo Militar, onde Carlão fez um teste mas foi dispensado pelo treinador do clube, o qual disse que ele "era muito desengonçado para o esporte". Depois entrou no clube Náutico Atlético Cearense, onde conheceu o técnico da Seleção Estudantil do Ceará Zè Raimundo . Foi convocado para participar dos Jogos Escolares Brasileiros em Brasília . Pelo Náutico, Carlão também sagrou-se campeão Estadual, pela seleção juvenil cearense foi campeão Brasileiro na segunda divisão,sendo escolhido o melhor jogador do campeonato e convocado pela primeira vez para seleção juvenil.
No início, a família via Carlão no vôlei como um divertimento. Porém quando ele foi convocado para a Seleção Brasileira Juvenil, em 1985, e logo após recebido uma proposta para jogar em um clube em Campo Grande, as coisas começaram a ficar sérias. Seu pai deu todo o apoio, mas a sua mãe foi contra. Na época, Carlão fazia faculdade de Processamento de Dados, mas decidiu trancá-la e optar pela carreira de atleta.
Com apenas três anos no esporte, Carlão já estava na seleção brasileira principal, ao lado de estrelas como Bernard, Xandó, William, Renan e Amauri. Carlão tinha apenas 20 anos de idade, mas já demonstrava as características que o levariam a ser o líder da seleção que dominou o voleibol mundial no começo dos anos 90.
Até hoje, ele é o segundo atleta com maior número de jogos pela seleção brasileira. Jogador de enorme talento, foi o capitão da seleção brasileira durante dez anos, de 89 a 99. Defendendo o Brasil, conquistou 12 títulos, inclusive o mais importante para qualquer atleta, de qualquer modalidade: Os Jogos Olímpicos de 1992 em Barcelona, o primeiro ouro de esportes coletivos do Brasil.
Carlão venceu por onde passou. Foi cinco vezes campeão brasileiro. Numa das finais, em 94, na primeira edição da Superliga, no jogo entre Frangosul/Ginástica de Novo Hamburgo-RS e o Report/Suzano-SP, Carlão continuou em quadra, mesmo depois de ter quebrado o pé, e ajudou o Frangosul/Ginástica a conquistar a primeira Superliga.  Na Itália, onde atuou por quatro temporadas, Carlão conquistou tudo o que podia: foi bicampeão italiano, campeão da Copa Itália, campeão europeu e campeão da Copa das Confederações.
Além da garra e da liderança, Carlão sempre mostrou muita versatilidade. Recebeu prêmios individuais em vários fundamentos, melhor bloqueador, melhor atacante, e foi eleito o melhor jogador do Brasil três vezes, melhor jogador do Campeonato Italiano e melhor jogador do mundo. Carlão também jogou Vôlei de Praia, fazendo dupla com Paulo Emilio seguindo os passos de Tande e Giovani . No entanto logo optou por um retorno às quadras, encerrando sua carreira em 2003, atuando na Superliga Masculina de Vôlei pela CIMED-SC.

## Depois das quadras
Depois de encerrada sua carreira nas quadras, Carlão trabalhou no projeto Embaixadores do Esporte do Banco do Brasil, projeto que foi montado por ele, Paulão e Pampa, que foram os pioneiros em conjunto com a DIMAC (diretoria de marketing do banco do Brasil), percorrendo diversas cidades do país falando sobre suas conquistas e sobre os valores do esporte e de como ele transformou sua vida, já são oito anos de projeto.
Também trabalhou para a candidatura de Florianópolis como subsede da Copa do Mundo de 2014, além de ter sido superintendente da Fundação Municipal de Esportes da capital catarinense.
Carlão foi convidado a assumir a Secretaria de Esportes do estado do Acre, porém ele não pode assumir o cargo em virtude de problemas pessoais e familiares. Atualmente faz cursos para técnico de vôlei e é comentarista do canal SPORTV.

## Vida Pessoal
Carlão é pai da Jornalista Renata Heilborn

## Títulos
Na Seleção Brasileira
- Heptacampeão sul-americano - 1986, 89, 90, 91, 93, 94 e 96
- Vice-campeão pan-americano - 1991
- Campeão olímpico - 1992
- Campeão da Liga Mundial - 1993
- Vice-campeão da Supercopa dos Campeões - 1993
- Campeão do Top Four - 1992
- Vice-campeão da Liga Mundial - 1995
- Campeão da Copa América - 1999
- Campeão do Torneio Pré-olímpico - 1999

Em clubes brasileiros
- Campeão brasileiro (Minas) - 1985/1986 , 1999/2000
- Campeão brasileiro (Pirelli) - 1989
- Campeão brasileiro (Frangosul) - 1994
- Vice-campeão brasileiro (Olympikus) - 19971997
- Vice-campeão Bbrasileiro (Unisul) - 2003
- Bicampeão da Copa Brasil (Minas), (Chapecó) - 1986, 1996
- Bicampeão paulista (Pirelli) - 1988, 1989
- Campeão do Circuito Brasileiro (Pirelli) - 1989

Títulos na Itália
- Vice-campeão italiano (Maxicono / Parma) - 1991
- Bicampeão italiano (Maxicono / Parma) - 1992, 1993
- Campeão da Copa da Itália (Maxicono / Parma) - 1993
- Campeão europeu (Maxicono / Parma) - 1993
- Campeão da Copa das Confederações(Maxicono / Parma) - 1994

Prêmios individuais
- Melhor jogador do Brasil - 1986, 1989 e 1994
- Melhor jogador da Superliga Brasileira - 1995-96
- Melhor bloqueador do Mundialito de Clubes - 1992
- Melhor atacante do Campeonato Italiano - 1993
- Melhor jogador do mundo - 1994
- All Stars - Seleção do Mundo - 1991, 1995